# 祖国統一三大憲章
祖国統一三大憲章（そこくとういつさんだいけんしょう、朝鮮語: 조국통일3대헌장）とは、3つの政治宣言等を指す、朝鮮民主主義人民共和国の用語。

## 概要
全て金日成（1994年7月逝去）の遺訓であり、1996年11月、金正日が板門店を訪問した際に、以下を三大憲章として定めた。
- 1972年発表 - 南北共同声明（7.4共同声明）による祖国統一三大原則「自主、平和統一、民族大団結」
- 1980年発表 - 高麗民主連邦共和国創立方案
- 1993年発表 - 祖国統一のための全民族大団結十大綱領

金正日自身も、金日成の3年の喪が明けた1997年8月4日、『偉大な領袖金日成同志の祖国統一遺訓を徹底的に貫徹しよう』の題で著書を出し、三大憲章に基づき統一を実現することを強く打ち出した。翌1998年2月に、韓国で金大中が第15代大統領に就任すると、民族大団結五大方針の書簡を発表した。
大規模な飢餓「苦難の行軍」が終息に向かいつつある中で、このように南北の統一を強くアピールする一方、「深化組事件」で大規模粛清を行い、そして1998年8月31日、北朝鮮はテポドン1号のミサイル発射実験を行った。同年9月5日、金正日は国防委員会委員長に推戴された。

## 日本国内
在日本朝鮮人総聯合会（朝鮮総聯）は、祖国統一三大憲章と民族大団結五大方針を「統一運動の指針」として活動していることを表明している。

## 影響
祖国統一三大憲章記念塔
朝鮮民主主義人民共和国平壌直轄市にある建築物。2001年建築。